# Stati del Sacro Romano Impero (M)
Questo è un elenco degli stati del Sacro Romano Impero, inizianti per la lettera M:
| Nome | Tipologia                                                             | Provincia                          | Seggio      | Formazione                                             | Note |
| --- | --------------------------------------------------------------------- | ---------------------------------- | ----------- | ------------------------------------------------------ | --- |
| Magdeburgo | 967: Arcivescovato                                                    | Provincia della Bassa Sassonia     | vedi Ducato | 968                                                    | 805: prima menzione del Magdeburgo 1648:Secolarizzato come ducato al Brandeburgo |
| Magdeburgo | Ducato                                                                | Provincia della Bassa Sassonia     | PR          | 1648                                                   | |
| Mahlberg | Signoria                                                              |                                    |             |                                                        | |
| Maienfeld | Signoria                                                              |                                    |             |                                                        | |
| Magonza | Arcivescovato 1356: Principato Elettorale del Sacro Romano Impero     | Provincia dell'Elettorato del Reno | EL          | 962                                                    | 1512: Provincia dell'Elettorato del Reno 1803: al vescovato di Ratisbona |
| Magonza | Città Libera                                                          |                                    |             | 1242                                                   | 1462: Annessa all'Abbazia di Magonza |
| Manderscheid Conte di Manderscheid, Blankenheim e Gerolstein | Signoria 1453: Contea 1460: Contea del Sacro Romano Impero            |                                    |             | c934                                                   | 1270: ai Signori di Manderscheid 1488: Divisa in Manderscheid-Blankenheim-Gerolstein, Manderscheid-Kail (estinta nel 1762) e Manderscheid-Schleiden 1760: Passata per matrimonio ai Conti di Sternberg 1802: Acquisisce le Abbazie di Schussenried e Weissenau, poi perse in favore della Francia e di Blankenheim, Junkerath, Gerolstein e Dollendorf 1806: al Württemberg |
| Manderscheid-Schleiden | Contea                                                                |                                    |             | 1488: Divisa da Manderscheid                           | 1647: Annessa a Kall |
| Mansfeld Principe del Sacro Romano Impero e Principe di Fondi, Conte e Signore di Mansfeld, Nobile Signore di Heldrungen, Seeburg e Schraplau, Signore della Signoria di Dobrzisch, Neuhaus e Arnstein | Contea                                                                | Provincia dell'Alta Sassonia       |             | 1051                                                   | 973: prima menzione di Mansfeld 1079: Mansfeld nominata contea a nord di Hattgau 1229: di estingue la linea maschile dei Mansfeld; ereditata dai Conti di Querfurt per successione femminile Acquisisce la Signoria di Bornstedt 1501: Divisione in Mansfeld-Vorderort, Mansfeld-Mittelort e Mansfeld-Hinterort Annessione delle divisioni di Mansfeld-Bornstedt 1563: Mansfeld-Vorderort divisa in Arnstein (estinta nel 1615), Artern (estinta nel 1631), Bornstedt (estinta nel 1780), Eisleben (estinta nel 1710), Friedeburg (estinta nel 1626) e Heldrungen (estinta nel 1572) 1580: Perdita del protettorato imperiale 1602: estinzione della linea di Mansfeld-Mittelort 1666: estinzione della linea di Mansfeld-Hinterort 1771: Matrimonio tra l'erede di Mansfeld-Vordeort-Bornstedt con il Principe di Colloredo; fondazione della linea di Colloredo-Mansfeld 1780: estinzione della linea di Mansfeld-Vorderort; i territori vengono annessi alla Sassonia                                                                    |
| Marchtal | Abbazia                                                               | Provincia Sveva                    |             |                                                        | 1793: Consiglio dei Principi |
| Mark | 1198: Contea                                                          | Provincia del Basso Reno           | PR          | 1160: Divisa da Berg                                   | 1368: Unita con Cleves 1521: Unita con Berg e Cleves 1609: Guerra di successione 1614: Annessa al Brandeburgo 1666: Annessione al Brandeburgo riconosciuta generalmente |
| Martinstein | Signoria                                                              |                                    |             |                                                        | |
| Massa Malaspina | Signoria 1662: Ducato di Massa e Principato di Carrara                |                                    |             |                                                        | 1797-1814: Occupazione francese |
| Matsch | Contea del Sacro Romano Impero                                        |                                    |             |                                                        | 1505: estinzione della linea |
| Maulbronn | Abbazia                                                               |                                    |             |                                                        | |
| Maursmunster | Abbazia Imperiale                                                     |                                    |             |                                                        | |
| Mechelen Malines | Signoria                                                              | Provincia Borgognona               |             | c950: Feudo del Vescovo di Liegi                       | 1356: ai Conti delle Fiandre Passato agli Asburgo 1512: Provincia Borgognona |
| Meclemburgo Granduca di Meclemburgo, Principe di Wends, Schwerin e Ratzeburg, Conte di Schwerin, Signore delle terre di Rostock e Stargard                                                             | 1170: Principato 1348: Ducato 1815: Granducato                        | Provincia della Bassa Sassonia     | PR          | 1139                                                   | 1229: Diviso in Meclemburgo, Werle, Rostock e Parchim 1304: i Principi di Meclemburgo acquistano Stargard come dote in matrimonio 1314: si estingue la linea dei Principi di Rostock 1416: la linea dei Principi di Parchim 1323: Acquisizione di Rostock 1353: Divisione 1358: Ottiene Schwerin dai Conti di Tecklenburg e Schwerin 1436: Acquisizione delle terre del ramo estinto dei Werle 1471: estinzione della linea dei Meclemburgo-Stargard; il Meclemburgo viene riunito 1536: Divisione in Meclemburgo-Schwerin e Meclemburgo-Gustrow 1582: Consiglio dei Principi 1610: vengono riuniti i principati del Meclemburgo 1621: Diviso in Meclemburgo-Schwerin e Meclemburgo-Güstrow 1628: Duchi di Meclemburgo posti sotto bando imperiale 1629: ad Alberto di Wallenstein 1631: i Duchi di Meclemburgo sono restaurati nei loro domini da Gustavo Adolfo di Svezia 1648: Acquisizione dei Vescovati secolarizzati di Schwerin e Ratzeburg 1808: aderisce alla Confederazione del Reno 1815: Aderisce alla Confederazione Germanica |
| Meclemburgo-Güstrow | Ducato                                                                | Provincia della Bassa Sassonia     | PR          | 1621: Creato dalla partizione del Ducato di Mecleburgo | 1582: Consiglio dei Principi 1695: estinzione della linea di Meclemburgo-Gustrow 1701: Diviso inMeclemburgo-Schwerin e Meclemburgo-Strelitz |
| Meclemburgo-Schwerin Granduca di Meclemburgo, Principe di Wendes, Schwerin e Ratzeburg, Conte di Schwerin, Signore delle terr di Rostock e Stargard                                                    | 1621: Ducato 1815: Granducato                                         | Provincia della Bassa Sassonia     | PR          | 1621: Creato dalla divisione del Ducato di Meclemburgo | 1582: Consiglio dei Principi 1808: Entra a far parte della Confederazione del Reno 1815: aderisce alla Confederazione Germanica 1867: aderisce alla Confederazione Germanica del Nord 1871: aderisce all'Impero tedesco |
| Meclemburgo-Strelitz Granduca di Meclemburgo, Principe di Wendes, Schwerin e Ratzeburg, Conte di Schwerin, Signore delle terre di Rostock e Stargard                                                   | 1701: Ducato 1815: Granducato                                         | Provincia della Bassa Sassonia     | PR          | 1701: Creato dalla divisione del Meclemburgo-Güstrow   | 1808: aderisce alla Confederazione del Reno 1815: Aderisce alla Confederazione Germanica 1867: aderisce alla Confederazione Germanica del Nord 1871: aderisce all'Impero tedesco |
| Megen | Contea del Sacro Romano Impero                                        |                                    |             |                                                        | 1145: prima menzione della Libera Contea Imperiale di Megen 1795: Occupazione francese 1801: alla Repubblica Bataviana Include le città di Megen e i villaggi di Haren e Macharen |
| Meißen Meissen | Vescovato                                                             |                                    |             | 948                                                    | 1559: Secolarizzato per la Sassonia-Meißen |
| Meißen Meissen | 1088: Margraviato                                                     |                                    |             | 928                                                    | 1440: Diviso tra il Vescovato di Meißen, il Ducato di Sassonia-Wittenberg e il Langraviato di Turingia |
| Memmingen | Città Imperiale                                                       | Provincia Sveva                    | SW          | 1286                                                   | 1803: alla Baviera |
| Mergentheim | Patronato dell'Ordine Teutonico                                       | Franconia                          | EC          |                                                        | 1058: prima menzione di Mergentheim 1200 c.: i Conti di Hohenlohe assegnano lo stato di Mergentheim all'Ordine Teutonico 1500: Provincia di Franconia 1805: Elevato a Principato nel Trattato di Pressburg Espropriato all'Ordine Teutonico e ceduto all'Austria 1809: Annesso dal Regno di Württemberg da Napoleone 1810: all'Austria |
| Merseburg | 968: Vescovato                                                        |                                    |             | 968                                                    | 850: prima menzione di Merseburg 1561: Vescovato soppresso e passato alla Sassonia<nr>1565: Secolarizzato per la Sassonia 1656-1738: al Duca di Sassonia-Merseburg 1815: alla Prussia |
| Meßkirch Messkirch | Signoria                                                              | Provincia Sveva                    |             |                                                        | 1080: prima menzione di Messkirch ai Conti di Rohrdorf 1210: Venduta ai Truchsess di Waldburg ai Conti di Zimmern Ereditata per matrimonio dai Conti di Helfenstein, Signori di Gundelfingen 1627: ai Furstenberg 1806: al Granducato di Baden |
| Metz | 500s: Vescovato                                                       | Provincia dell'Alto Reno           |             | 945, 1047, 1152: Annesso come parte di Metzgau         | 1558: Annessa alla Francia 1648: Ceduta formalmente alla Francia |
| Metz | Città Imperiale                                                       | Provincia dell'Alto Reno           |             | 1207                                                   | 1552: Annessa alla Francia |
| Millendonk Myllendonk | Signoria 1700: Signoria del Sacro Romano Impero                       | Provincia del Basso Reno           |             |                                                        | 1263: Passata alla famiglia dei Pesch Millendonk 1268: sotto la signoria dei Guelders 1279: sotto la signoria di Colonia passata ai Reifferscheid 1350: ai Mirlar Ereditata dai Bronckhorst 1682/1690: ai Duchi di Croy 1694: alla Contessa di Berlepsch 1700: ai Conti di Ostein (per eredità femminile) 1794: Occupazione francese 1815: alla Prussia |
| Mindelheim | Signoria Principato del Sacro Romano Impero di Mindelheim e Schwabegg |                                    |             |                                                        | 1704: ai Duchi di Marlborough |
| Minden | 803: Vescovato                                                        | Provincia del Basso Reno           | EC          | 977                                                    | 1636: Occupazione svedese 1648: con il Trattato di Vestfalia, viene secolarizzato e annesso al Brandeburgo come principato 1807: al Regno di Vestfalia 1815: alla Prussia |
| Minden | Principato                                                            | Provincia del Basso Reno           | PR          | 1648: Secolarizzato per il Vescovato di Minden         | Ottenuto dal Brandeburgo |
| Moers Mors | Signoria c1240: Contea 1706: Principato                               | Provincia del Basso Reno           |             | c1150                                                  | 1493: Passato ai Wied-Runke 1519: Passato ai Neuenahr 1601: Ereditato dai Nassau-Orange 1702: Ereditato dal Brandeburgo-Prussia 1794: Occupazione francese 1815: alla Prussia |
| Mollwitz | Principato                                                            |                                    |             |                                                        | |
| Mondsee | Abbazia                                                               | in Austria                         |             |                                                        | |
| Mons Bergen | Contea                                                                |                                    |             | 980: Divisa dalla Contea di Hainaut                    | 1071: alla Contea di Hainaut |
| Monschau | Baronia                                                               |                                    |             | 1221                                                   | 1435: Annessa a Jülich |
| Montbéliard Mompelgard | Contea                                                                | Provincia Sveva                    | PR          | 1000s: Contea principesca                              | 1397-1793: Passata per matrimonio ai Conti di Württemberg 1793: Annessa alla Francia |
| Montechiarugolo | Contea                                                                |                                    |             | 1180: Divisa dalla Contea di Guastalla                 | 1612: Acquisita dal Ducato di Parma |
| Montfort | Contea                                                                |                                    |             | 1180: Divisa da Tubinga                                | Originatasi dai Conti Palatini di Tubingen 1160: Matrimonio di Ugo di Tubingen ed Elisabetta, erede di Bregenz Acquisisce Bludenz Acquisisce Bregenz (estinta nel 1523) Acquisiscela Signoria di Feldkirch (linea estinta nel 1390) Acquisisce la Signoria di Heiligenberg Acquisisce Herrenberg Acquisisce Langenargen Acquisisce Pfullendorf Acquisisce Rheinegg Acquisisce Rothenfels Acquisisce Sargans Acquisisce la Signoria di Tettnang (linea estinta nel 1779) Acquisisce Tosters Acquisisce Tubingen Acquisisce Vaduz Acquisisce Wasserburg Acquisisce Werdenberg Acquisisce Zollern 1780: Venduta all'Austria per pagare i propri debiti 1787: estinzione della linea di Montfort |
| Montfort-Montfort | Contea                                                                |                                    |             | 1482: Divisa da Montfort-Stadeck                       | 1780: Divisa tra Austria e Württemberg |
| Moravia | 830-906: Regno indipendente o ducato 1182: Margraviato                | Nessuna                            |             | 806                                                    | 700s: Principato di Moravia 833: Diviene lo stato della Grande Moravia 833: Conquista il Principato di Nitra 955: Sotto il controllo della Boemia 999-1019: Sotto il governo di Boleslavo I di Polonia 1019: Conquistato dalla Boemia alla Polonia 1349: Sotto la Casa di Lussemburgo 1411: Annessa alla Boemia 1526: agli Asburgo d'Austria |
| Mosbach | Libera Città Imperiale                                                |                                    |             |                                                        | |
| Mötzkirch | Signoria                                                              |                                    |             | 1495: Divisa da Zimmern                                | 1594: Annessa a Helffenstein |
| Mühlhausen | Città Imperiale                                                       | Provincia della Bassa Sassonia     | RH          | 1180                                                   | 1803: al Brandeburgo |
| Mülhausen | Città Imperiale                                                       |                                    |             |                                                        | 1798: alla Francia |
| Munchenroth | Abbazia del Sacro Romano Impero                                       |                                    |             |                                                        | |
| Münster Munster | 791: Vescovato 1134: Principato Vescovile                             | Provincia del Basso Reno           | EC          | 1180                                                   | 1122: Acquisisce la Contea di Kappenberg c1170: Acquisisce la Signoria di Stromberg 1252: Acquisisce la Signoria di Vechta dai Ravensberg 1269: Ottiene la Contea di Horstmar 1310-1359: Ottiene la metà ad est della Signoria di Lohn 1400: Acquisisce Ahaus 1793: Consiglio dei Principi 1803: Secolarizzato per la Prussia, Arenberg, Looz, Salm e Croy |
| Münster | Libera Città Imperiale                                                | Provincia dell'Alto Reno           |             |                                                        | 1648: Annessa alla Francia |
| Murbach | Abbazia Imperiale                                                     |                                    |             |                                                        | |
| Muri | Abbazia                                                               |                                    |             |                                                        | |